# 庫珀斯敦鎮區 (伊利諾伊州布朗縣)
庫珀斯敦鎮區（英語：Cooperstown Township）是位於美國伊利諾伊州布朗縣的一個行政鎮區。

## 地方資料
根據2010年美國人口普查的數據，庫珀斯敦鎮區的面積為107.40平方千米，當中陸地面積為105.30平方千米，而水域面積為2.10平方千米。當地共有人口303人，而人口密度為每平方千米2.82人。

## 公墓
該鎮共有11個墓地，分別位於珀斯敦、十字路口、德威特、埃里亞斯·克拉克、霍夫曼、赫勒特、洛根溪、洛格斯登1號、洛格斯登2號、佩里及特波墓地。